# Anton Passy
Anton Passy (magyarosan: Passy Antal) (Bécs, 1788. március 31. – Bécs, 1847. március 11.) redemptorista rendi szerzetes, Széchényi Ferenc gróf könyvtárnoka és felolvasója.

## Élete
Tanulmányait a bécsi egyetemen végezte; 1809-ben a Sankt Pölten-i püspöki papnevelőbe lépett; gyenge egészsége miatt azonban már 1810-ben kilépett a papnevelőből és nevelői állást kapott Wayna bécsi nagykereskedő gyermekei mellett, egyszersmind több nevelőintézetben is tanított. 1813-ban Grünne grófnak, Károly főherceg főudvarmesterének egyetlen fiánál vállalt nevelői állást, melyben 1816-ig maradt és több előkelő házban tartott történeti felolvasásokat. 1817-től Széchényi Ferenc gróf könyvtárnoka és felolvasója volt, annak 1820-ban bekövetkezett haláláig. Ekkor azonnal belépett a redemptorista rendbe, ahol különösen kitűnt egyházi beszédeivel és nagy számú munkáival. Több nyelvet beszélt, így a németen kívül franciául, angolul és olaszul tudott. Sokat fordított Liguori Szent Alfonz munkáiból; saját műveiből többet fordítottak francia, olasz és lengyel nyelvre.

## Munkái
- Katholisches Andachtsbuch. Pest, 1821
- Orgeltöne. Geistliche Lieder. Bauer, Wien, 1830 (megzenésítette Ignaz Aßmayer)
- Meisterlosigkeit. Canzione. Herbig, Leipzig, 1834
- Zeitspiegel. Novelle. Mechiaristen-Kongregation, Wien, 1835
- Traumleben, Traumwelt. Volckamer Verlag, Leipzig, 1842
- Des Jünglings Glaube, Hoffnung, Liebe. Lebensbilder. Verlag Deichert, Erlangen, 1845
- Kirchengesang und Kirchenmusik. Verlag Stauß & Sommer, Wien, 1846
- Kirchenhistorien. Verlag Haslinger, Wien, 1846
- Philosophen der Neuzeit. Ein Gedicht. Verlag Deichert, Erlangen, 1846
- Trost für Eltern am Grab ihrer Kinder. St. Pölten, 1846